# Film artystyczny
Film artystyczny – rodzaj filmu niezależnego, który jest skierowany do niszowego rynku, zamiast do publiczności na masowym rynku. Jest „zamierzonym dziełem poważnym, artystycznym, często eksperymentalnym i nieprzeznaczonym do masowej atrakcyjności”, „produkowanym wyłącznie z estetycznych powodów, zamiast dla zysku komercyjnego” i znajdują się w niej „niekonwencjonalne lub wysoce symboliczne treści”.

## Definicja
Krytycy filmowi i badacze filmoznawstwa określają zazwyczaj film artystyczny jako gatunek filmowy posiadający „formalne cechy, które odróżniają go od głównego nurtu hollywoodzkich produkcji”. Cechy te mogą obejmować m.in. poczucie realizmu społecznego, nacisk na autorską ekspresję filmowca i skupienie się na myślach, marzeniach lub motywacjach postaci, w przeciwieństwie do rozwijania jasnej, ukierunkowanej na cel historii. Badacz filmowy David Bordwell opisuje kino artystyczne jako „gatunek filmowy z własnymi odrębnymi konwencjami”.
Producenci filmów artystycznych zazwyczaj prezentują swoje filmy w specjalnych kinach (kina repertuarowe lub studyjne) oraz na festiwalach filmowych. Termin film artystyczny jest znacznie szerzej używany w Ameryce Północnej, Wielkiej Brytanii i Australii. Ponieważ filmy artystyczne skierowane są często do mniejszej, niszowej publiczności, rzadko otrzymują wsparcie finansowe, które pozwoliłoby na duże budżety związane z szeroko wydanymi hitami kinowymi. Twórcy filmów artystycznych nadrabiają te ograniczenia, tworząc inny gatunek filmowy, który zazwyczaj wykorzystuje mniej znanych aktorów filmowych (lub nawet aktorów-amatorów) i skromne zestawy w celu tworzenia filmów, które znacznie bardziej specjalizująca się w rozwijaniu pomysłów, odkrywaniu nowych technik narracyjnych i próbowanie nowych konwencji filmowych.
Filmy artystyczne ostro kontrastują z popularnymi hitami kinowymi, które zazwyczaj są nastawione bardziej na linearne opowiadanie historii i mainstreamową rozrywkę. Niektóre filmy artystyczne mogą poszerzyć swoją atrakcyjność, oferując pewne elementy bardziej znanych gatunków, takich jak film dokumentalny czy biograficzny. W celu promocji filmy artystyczne opierają się na rozgłosie generowanym przez recenzje krytyków filmowych, omówienie filmu przez publicystów artystycznych, komentatorów i blogerów, oraz promocja szeptana przez członków widowni. Ponieważ filmy artystyczne wiążą się z małymi początkowymi kosztami inwestycyjnymi, wystarczy, że przyciągną uwagę niewielkiej części widzów głównego nurtu, aby filmy te stały się finansowo opłacalne.

## Przykłady
Przykładami filmów artystycznych są m.in. Mulholland Drive, Midsommar. W biały dzień, Głowa do wycierania, Andriej Rublow, Mechaniczna Pomarańcza, Obywatel Kane, Słoń czy Zakochany bez pamięci.

## Krytyka
Krytyka kina artystycznego obejmuje bycie zbyt pretensjonalnym i pobłażliwym dla odbiorców mainstreamowych.

## W popularnych mediach
Kino artystyczne było częścią kultury popularnej, od animowanych seriali komediowych, takich jak Simpsonowie i Clone High, podrabiających i satyryzujących je, aż po komediowy przegląd filmów internetowych Brows Held High (prowadzony przez Kyle'a Kallgrena).